# Kilmonaster Middle
Kilmonaster Middle (incl. dem benachbarten Gortnagole) zwischen den Flüssen Deel und Finn, nahe Castlefinn  (irisch Cais na Finne) und der Grenze zu Nordirland (bei Lifford und Strabane) im Osten des County Donegal gelegen, gehört mit seinen ehemals zwölf Megalithanlagen, sieben davon eng benachbart, zu den fünf großen „Passage Tomb cemeterys“ in Irland.
Kilmonaster Middle wo nur zwei Anlagen besser und vier schlecht erhalten sind, wird dominiert durch den östlich gelegenen etwa 3,0 Meter hohen und 21,0 Meter Durchmesser aufweisenden Cairn in einem Hillfort auf dem Croaghan Hill.

## Anlage B
Anlage B (Lage) ist eine größere kreuzförmige (cruciforme) Struktur (ähnlich Newgrange). Sie ist etwa 7 Meter lang und im Gangbereich etwa einen Meter breit.  Die Breite der Kreuzkammer beträgt etwa 4 Meter. Ein Deckstein liegt in situ auf der Nordkammer und ein verlagerter Deckstein liegt neben dem östlichen Ende. Es gibt zwei Portalsteine am Westende. Der  Steinhügel hat etwa 20 m Durchmesser und einige seiner großen Randsteine aus Quarz sind sichtbar.

## Anlage D
Anlage D (Lage) liegt 140 m südwestlich von Anlage A und ist ein kleines Kammergrab (englisch chambered tomb) mit einem Deckstein, der ursprünglich auf vier Orthostaten lag. Die Aufzeichnungen aus der Mitte des 19. Jahrhunderts, besagen, dass hier eine große Menge menschlicher Knochen gefunden wurde.

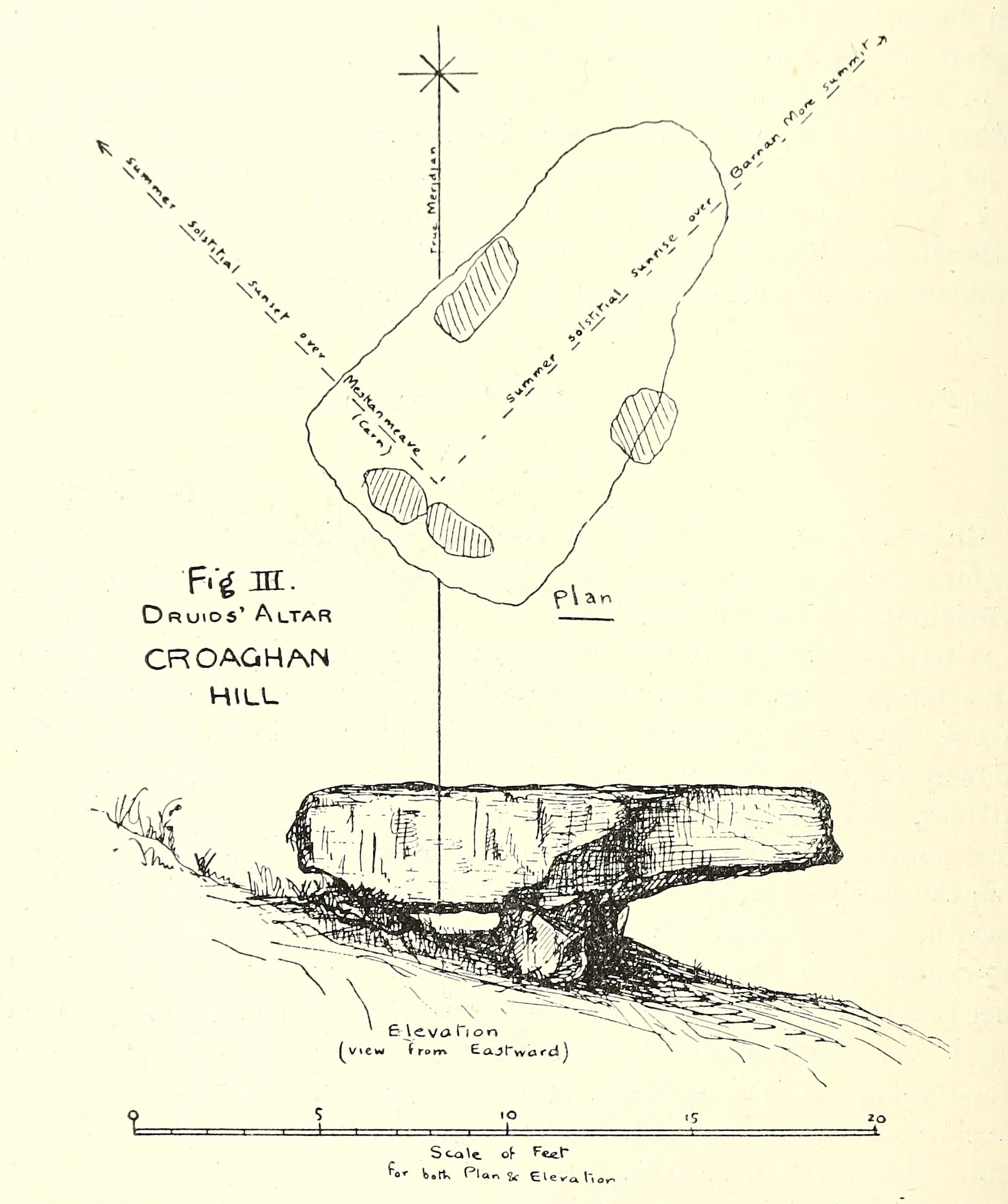
Druid’s Altar nach Henry Boyle Townshend Somerville

Etwa 3,0 km östlich liegt der etwa 220 m hohe Croaghan Hill (auch Croghaun) mit dem Druid’s Altar.